# Метакса, Татьяна Христофоровна
Татья́на Христофо́ровна Мета́кса (р. 1945, Москва) — музейный работник, востоковед. Заслуженный работник культуры Российской Федерации (1996).

## Биография
Родилась 21 августа 1945 года в Москве, в многонациональной семье: отец — грек, мать — украинка. Ещё в школе проявила интерес к Востоку, в том числе благодаря картинам Николая Рериха. В 1969 году, окончив окончив Московский педагогический областной институт им. Н. К. Крупской, пришла работать в Государственный музей искусства народов Востока и никогда не изменяла ему. Начав работу экскурсоводом в отделе популяризации, прошла по карьерной лестнице до первого заместителя директора, а в 2005—2006 годы временно исполняла обязанности генерального директора музея. С 1997 года по июнь 2019 года — первый заместитель генерального директора. В настоящее время — советник. 

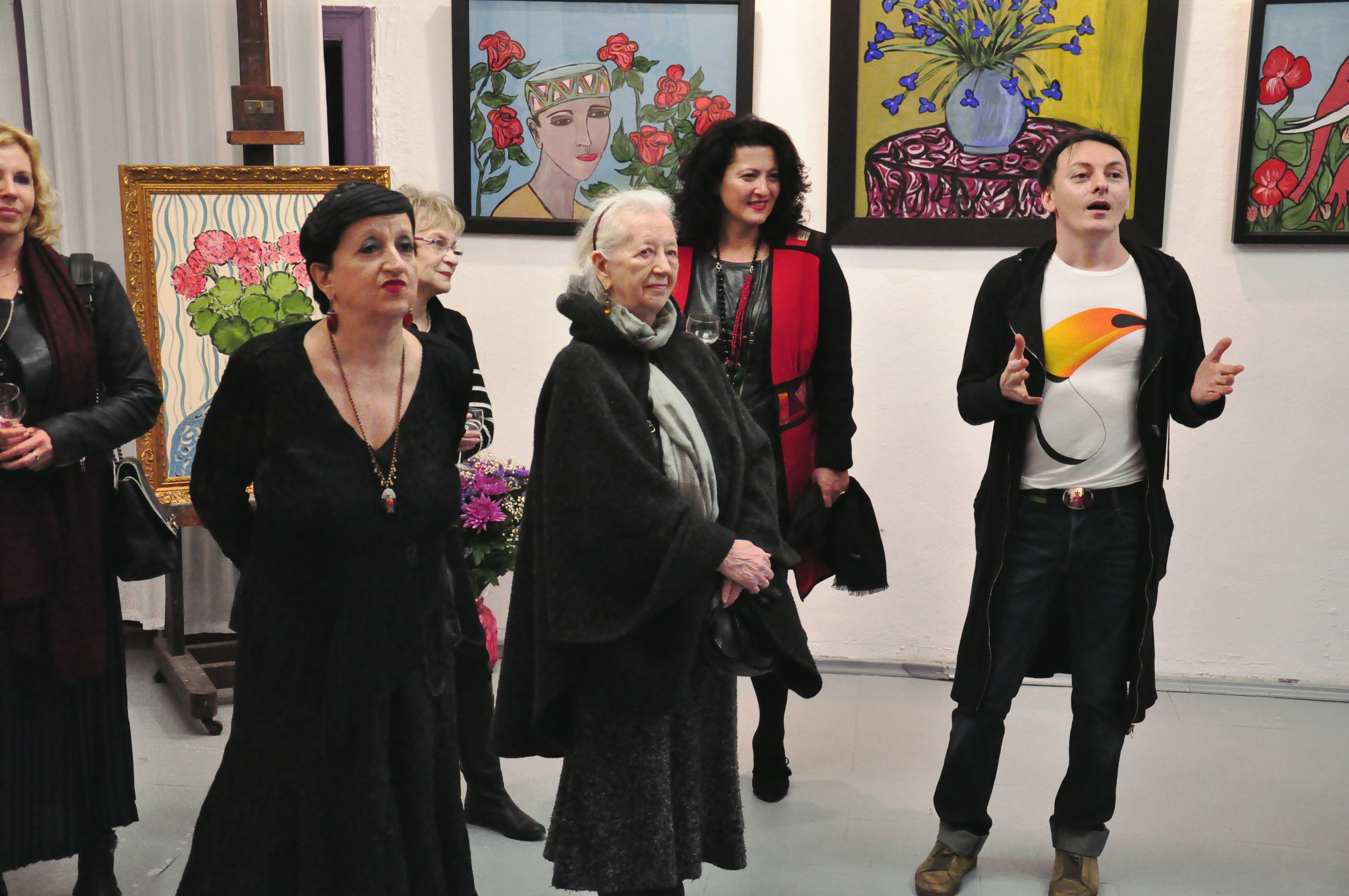
На вернисаже у художника Николая Костромитина, 2013

Особый интерес проявляет к Индии, Японии и философии буддизма. Вдохновитель и организатор огромного количества музейных выставок, популяризатор музея искусства народов Востока. С середины 90-х годов дала более 100 интервью разным средствам массовой информации, в том числе на радио, телевидении и интернет-изданиях. За свою преданность ориенталистике снискала звание «повелительницы» Востока. В одежде также предпочитает «восточно-византийский» стиль. 
Почётный член Российской академии художеств, председатель жюри художественного конкурса детей и молодёжи «Россия-Индия. Культура Миротворчества».

### Семья
- Отец — Христофор Фёдорович Метакса, племянник коллекционера и собирателя искусства Георгия Костаки
- Мать — Евгения Ивановна Богданова
- Дочь — Костаки Мария Вячеславовна, заведующая отделом зарубежных связей музея изобразительных искусств им. А. С. Пушкина

## Награды и звания
- 1996 — заслуженный работник культуры Российской Федерации[5];
- 2002 — орден Дружбы[6];
- 2007 — орден Почёта[7];
- 2020 — орден Восходящего солнца пятой степени (Япония)[8].

## Публикации
- Многоликий идеал Востока / Татьяна Метакса, Евгения Карлова; беседовала Марианна Марговская // Наука и религия, 2018, № 12, c. 27-29
- Восточная мудрость гласит… / журнал "nStyle", № 05/06 - май-июнь 2019, с. 50-57
- Восток всегда со мной… / журнал "Антикватория", июль-август, 2004, с. 8-11
- Музей восторга / "Seasons", № 50, март-апрель, 2019, с. 58-63
- Токанова Мария. Татьяна Метакса – «повелительница» Востока // Megapolis Time : журнал. — 2016. — 6 июнь. — С. 36—38.
- Образ оптимизма / "Оранжевое солнце", № 7-8, 2006, с. 26-27
- Полёт "О-васи" / "Эксперт", вып. 47, 2007, с. 150-151
- Телевидение: Телеканал "Культура, передача "Главная роль" /эфир от 09.04.2014; телеканал "Культура" (Новости культуры. У нас в гостях Татьяна Метакса.) /30.10.2018; ТВ BRICS /Музей Востока - настоящая жемчужина. 19.11.2018; телеканал World Business Channel / передача "Женский монолог. Татьяна Метакса", 02.06.2015; ТВЦ /Наша Москва "Татьяна Метакса"/ 14:10, 26.09.2014.